# کامنیتسا (آلکسیناتس)
کامنیتسا (به صربی: Kamenica) یک منطقهٔ مسکونی در صربستان است که در الکسیناتس واقع شده‌است. کامنیتسا ۱۰۳ نفر جمعیت دارد.